# Hesperomiza
Hesperomiza is een geslacht van vlinders van de familie spanners (Geometridae), uit de onderfamilie Ennominae.

## Soorten
- H. dusa Schaus, 1901
- H. jaspidea Warren, 1897